# Brigadchef
Brigadchef är en militär tjänsteställning som chef för ett militärt förband av brigads storlek. Brigadens storlek kan variera mycket mellan länder och olika tider. Brigadchefens grad kan även variera men är vanligen brigadgeneral eller lägst överste.